# Passiflora tiliifolia
Passiflora tiliifolia là một loài thực vật có hoa trong họ Lạc tiên. Loài này được L. mô tả khoa học đầu tiên năm 1753.